# 瓦尔杜勒
瓦尔杜勒（法語：Valdoule，法語發音：[valdul]）是法国上阿尔卑斯省的一个市镇，位于该省西南部，属于加普区。

## 地名
该地名“Valdoule”为“Val d'Oule”的缩合，意为“乌勒河谷”。

## 历史
瓦尔杜勒成立于2017年1月1日，由以下3个市镇合并而成：
- 布吕斯（Bruis）
- 蒙莫兰（Montmorin）
- 圣玛丽（Sainte-Marie）

其中布吕斯为政府驻地。

## 地理
瓦尔杜勒（44°28'5"N, 5°30'49"E）面积58.51 平方千米，位于法国普罗旺斯-阿尔卑斯-蓝色海岸大区上阿尔卑斯省，该省份为法国东南部内陆省份，北起萨瓦省，西北接伊泽尔省，西南接德龙省，南至上普罗旺斯阿尔卑斯省，东北部与意大利接壤。
与瓦尔杜勒接壤的市镇（或旧市镇、城区）包括：迪瓦地区圣迪济耶、瓦尔德龙、塞尔、莱皮讷、罗桑、波姆罗勒、拉沙尔斯、埃斯塔布莱、里贝雷、穆瓦当。
瓦尔杜勒的时区为UTC+01:00、UTC+02:00（夏令时）。

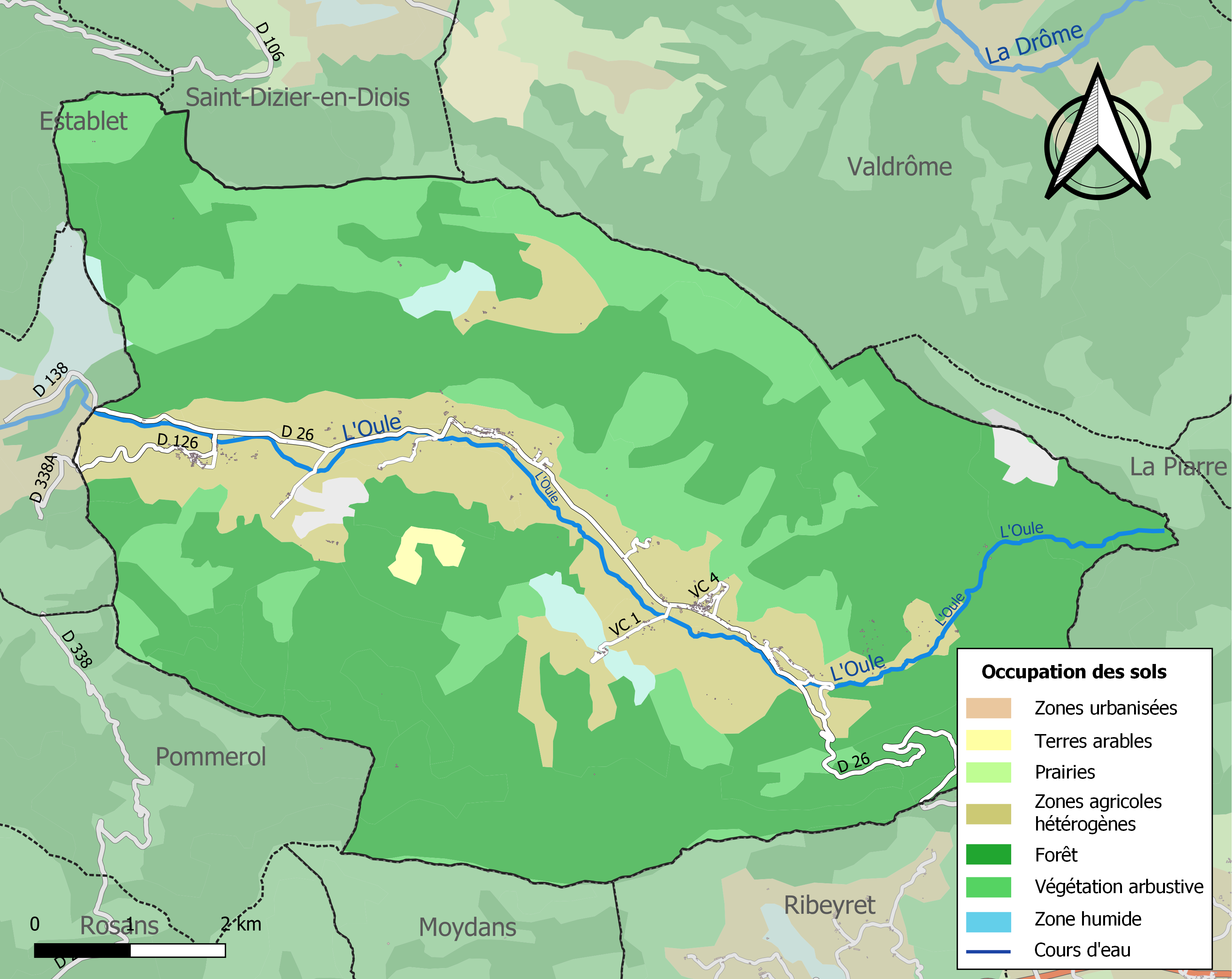
瓦尔杜勒的OSM定位图

## 行政
瓦尔杜勒的邮政编码为05150，INSEE市镇编码为05024。

## 政治
瓦尔杜勒所属的省级选区为塞尔县。

## 人口
瓦尔杜勒于2022年1月1日时的人口数量为209人。